# الممثل (لوحة)
الممثل (بالفرنسية: L'acteur)‏ عبارة عن لوحة زيتية على قماش للرسام الإسباني بابلو بيكاسو، تم إنشاؤها من عام 1904 إلى عام 1905. تعود اللوحة إلى فترة الوردية الخاصة بالفنان. توجد في مجموعة متحف متروبوليتان للفنون في مدينة نيويورك.

## القيمة
في عام 2010، قدر الخبراء أن اللوحة، التي تعد واحدة من أكبر اللوحات في فترة بيكاسو الوردية، تبلغ قيمتها أكثر من 100 مليون دولار أمريكي.